# Franciane Bayer
Franciane Abade Bayer Muller (Santa Maria, 9 de outubro de 1987), mais conhecida como Franciane Bayer, é uma servidora pública e política brasileira, atualmente filiada ao Republicanos. Exerce seu primeiro mandato como deputada federal pelo Rio Grande do Sul.

## Biografia
Nascida em Santa Maria, Franciane Bayer é bacharel em Direito pelo Centro Universitário Ritter dos Reis (UniRitter) em Porto Alegre, onde concluiu seus estudos entre 2008 e 2013. Antes de ingressar na política, atuou como servidora pública estadual. É descrita como cristã e defensora de pautas alinhadas aos valores da fé, família e vida.

## Carreira política

### Deputada estadual
Franciane Bayer iniciou sua trajetória política elegendo-se deputada estadual pelo Rio Grande do Sul nas eleições de 2018, filiada ao Partido Socialista Brasileiro (PSB). Obteve 40.317 votos, assumindo uma cadeira na Assembleia Legislativa do Rio Grande do Sul para a 55.ª legislatura (2019 — 2023).
Durante seu mandato na Assembleia Legislativa, Franciane Bayer ocupou posições de destaque. Foi a segunda vice-presidente da Mesa Diretora em 2020 e atuou como Procuradora Especial da Mulher. Em 2021, foi diretora do Bloco Brasileiro da União de Parlamentares Sul Americanos e do Mercosul (UPM), assumindo a Comissão de Mulheres do Bloco.
Sua atuação como deputada estadual resultou na aprovação de doze leis de sua autoria e na presidência de cinco Frentes Parlamentares, abordando temas como prevenção ao suicídio, combate ao câncer na mulher, defesa da saúde renal, estímulo à doação de órgãos e segurança no trânsito. Entre as leis sancionadas estão a Lei 15.775/2021, que instituiu o Dia e a Semana Estadual da Conscientização no Trânsito, e a Lei 15.736/2021, que criou o Mês "Março Lilás" dedicado à conscientização e combate ao câncer de colo do útero.

### Deputada federal
Em março de 2022, Franciane Bayer filiou-se ao Republicanos. Nas eleições de 2022, candidatou-se a deputada federal e foi eleita com 40.555 votos, garantindo uma vaga na Câmara dos Deputados para a 57.ª legislatura (2023 — 2027).

#### Atuação parlamentar federal
Na Câmara dos Deputados, Franciane Bayer integra a Bancada Feminina e participa ativamente de diversas comissões permanentes e especiais. Foi titular da Comissão de Educação (CE), onde chegou a ocupar a 3ª Vice-Presidência, e da Comissão de Previdência, Assistência Social, Infância, Adolescência e Família (CPASF). Também atuou como suplente na Comissão de Comunicação (CCOM) e na Comissão de Defesa dos Direitos da Mulher (CMULHER).
Participou de comissões especiais sobre Prevenção e Auxílio a Desastres e Calamidades Naturais e sobre a PEC 44/23 (Emenda Orçamentária para Emergências Naturais). Integrou a Comissão Externa sobre os Danos Causados pelas Enchentes no Rio Grande do Sul e o Grupo de Trabalho sobre a Política de Combate à Violência nas Escolas Brasileiras.
Como relatora na Comissão de Educação, teve parecer aprovado em projeto de lei que garante o ensino remoto a estudantes gestantes ou mães de recém-nascidos em situação de vulnerabilidade social.
Atuou como Vice-Líder do Bloco Parlamentar composto por MDB, PSD, Republicanos, PODE e PSC em diversos períodos durante a legislatura.